# Israel Cavazos Garza
Israel Cavazos Garza (Guadalupe, Nuevo León, 2 de enero de 1923-Monterrey, Nuevo León, 5 de noviembre de 2016) fue un historiador, escritor, investigador y catedrático mexicano. Con al menos 40 publicaciones académicas e historiográficas —entre las que destacan la Breve Historia de Nuevo León y el Diccionario Biográfico de Nuevo León—, fue miembro de la Academia Mexicana de la Historia. Su trabajo se centró principalmente en la historia regional del Noreste de México, con particular interés en el periodo novohispano. Además, fue cronista de la ciudad de Monterrey desde 1992 y hasta su fallecimiento. 

## Datos generales
Nacido en la Villa de Guadalupe, al oriente de Monterrey, realizó sus estudios básicos en Monterrey, México. Más tarde ingresó a El Colegio de México donde fue alumno de Silvio Zavala, Agustín Millares Carlo, José Gaos, François Chevalier, José Miranda y Manuel Toussaint, entre otros.
Desde la edad de 18 años, comenzó sus investigaciones en el archivo de la Catedral de Monterrey. A partir de 1944, trabajó en el Archivo Municipal de Monterrey, del que llegó a ser director. Fue fundador y director de la Biblioteca Universitaria Alfonso Reyes (1952-1962) y  tuvo a su cargo el Archivo General del Estado de Nuevo León (1955-1975). De este último fue designado, en 1976, director vitalicio honorario.
Colaboró en la organización del Museo Regional de Nuevo León y fue su consejero durante 35 años (1956-1991). Tuvo a su cargo la jefatura de la Sección de Historia del Centro de Estudios Humanísticos de la UANL (1959-2015). 
Trabajó como investigador del Instituto de Investigaciones Bibliográficas de la Universidad Nacional Autónoma de México (1971-1978 y 1990-1991). Colaboró también para el Instituto Nacional de Antropología e Historia, en la asesoría y redacción del guion de historia del norte de México, para el Museo de Historia Mexicana en Monterrey (1993-1994).

## Labor docente
Su labor docente lo desarrolló en la Facultad de Filosofía y Letras de la UANL, y en el Colegio de Historia de la misma facultad. Fue profesor fundador de la cátedra de  historia en la Facultad de Agronomía y de la Escuela de Verano del Instituto Tecnológico. 

## Cargos desempeñados
En 1944 ingresó a la Sociedad Nuevoleonesa de Historia de la cual fue presidente (1967-1971) y secretario vitalicio hasta 1976. Fue aceptado como miembro de la Academia Nacional de Historia y Geografía (1965), de la Academia de  Historia de Occidente (en Jalisco) y de la Academia de Historia Potosina.
Presidió en 1975-1976 la Asociación Mexicana de Historia Regional; en 1965 fue admitido como miembro de la Academia de Ciencias y Artes, de Cádiz. En 1978 fue nombrado miembro de la Academia Mexicana de la Historia, ocupaba el sillón número 21. Era miembro del Consejo Consultivo de Ciencias de la Presidencia de la República.
Concurrió a numerosos congresos nacionales e internacionales.

## Libros y catálogos de archivos
Israel Cavazos realizó investigaciones en archivos locales, nacionales e internacionales: en el Archivo General de Indias, en Sevilla; en el de Simancas, en Valladolid; en el de la Corona de Aragón, en Barcelona; en los Archivos de Estado, en Viena y en el de la Biblioteca Británica, en Londres. El 7 de marzo de 1994 cumplió 50 años de investigar en el Archivo Municipal de Monterrey. Fruto de estas investigaciones son sus obras literarias personales y colectivas entre estas últimas destaca su colaboración en la Enciclopedia de México y en 1987 en la obra: Visión histórica de la frontera norte, publicada por la UABC, en tres volúmenes.
De entre sus libros destacan los siguientes:
- Mariano Escobedo el glorioso soldado de la República (1949). En 1988 se hizo una segunda edición.
- El muy ilustre Ayuntamiento de Monterrey, desde 1596 (1953). Se ha hecho una reedición en 1980.
- El Colegio Civil de Monterrey, contribución para su historia (1957)
- La Virgen del Roble, historia de una tradición regiomontana (1959)
- Cedulario autobiográfico de pobladores y conquistadores de Nuevo León (1964)
- Catálogo y síntesis de los protocolos del Archivo Municipal de Monterrey 1599-1700 (1966)
- El Señor de la Expiración del pueblo de Guadalupe (1973)
- Catálogo y síntesis de los protocolos del Archivo Municipal de Monterrey (1973)
- Nuevo León, montes jóvenes sobre antiguas llanuras (1982). Cinco reimpresiones posteriores de más de 100 mil ejemplares por la SEP)
- Diccionario biográfico de Nuevo León (1984)  en dos volúmenes. En 1997, se hizo una segunda edición.
- Catálogo y síntesis de los protocolos del Archivo Municipal de Monterrey, 1726-1756 (1986)
- Catálogo y síntesis de los protocolos del Archivo Municipal de Monterrey, 1756-1785 (1988)
- Catálogo y síntesis de los protocolos del Archivo Municipal de Monterrey, 1786-1795 (1988)
- Catálogo y síntesis de los protocolos del Archivo Municipal de Monterrey, 1796-1801 (1990)
- El general Alonso de León, descubridor de Texas (1993)
- Nuevo León y la colonización del Nuevo Santander, (1994)
- Atlas de Monterrey (1995)
- Breve historia de Nuevo León (1995)
- Escritores de Nuevo León: Diccionario Biobibliográfico (1996)

Es autor de 12 ensayos sobre diversos temas locales, ya editados, y de 20 sobretiros de artículos aparecidos en publicaciones especializadas y ha editado 18 obras de otros autores o de documentos históricos raros o desconocidos.

## Premios y reconocimientos
Israel Cavazos recibió a lo largo de su carrera, múltiples premios y reconocimientos.  Entre otros, en 1957 obtuvo el primer premio en el certamen sobre historia del Colegio Civil de Nuevo León. En 1968 la Academia Nacional de Historia y Geografía le otorgó el reconocimiento llamado Las Palmas Académicas.   
El Ayuntamiento de Monterrey le otorgó la Medalla Diego de Montemayor declarándolo ciudadano ejemplar en 1982. El gobierno de Nuevo León le dio la Medalla al Mérito Cívico en 1986. Un año más tarde el Ayuntamiento de Ezcaray, en La Rioja, España, le otorgó una placa al mérito como investigador.
La institución de Fomento Cultural Banamex le otorgó a él y a su esposa el Premio Atanasio G. Saravia (1986) por la publicación de su libro Protocolos de Monterrey. El Instituto Tecnológico y de Estudios Superiores de Monterrey le otorgó placa y diploma de reconocimiento a su labor como investigador; y el Ayuntamiento de Monterrey lo nombró, en agosto de 1992: Cronista de la Ciudad. Fue ganador del Premio Nacional de Ciencias y Artes en el área de Historia, Ciencias Sociales y Filosofía en 1995.
En 2009 fue condecorado con la Insignia de la Orden de Isabel la Católica, en grado de Encomienda, que le otorgó el Gobierno del Reino de España.
En el municipio de Guadalupe,  Nuevo León, una importante avenida lleva su nombre. 
Fue declarado Benemérito de Nuevo León por el Congreso del Estado de Nuevo León en marzo de 2017.